# Ca l'Oliver (Maçanet de la Selva)
Ca l'Oliver és una masia de Maçanet de la Selva (Selva) inclosa a l'Inventari del Patrimoni Arquitectònic de Catalunya.

## Descripció
Edifici que consta de tres plantes: planta baixa, primer pis o planta noble i un segon pis, projectat com a golfes.
Pel que fa al tema de les obertures, la majoria són poc rellevants i interessants, i l'única a destacar seria l'obertura central amb impostes del primer pis, la qual podria ser originària d'entre el segle XIV-XV. La coberta consisteix en una teulada a vessants a laterals amb cornisa catalana. Sembla que originalment era d'estructura basilical, però a la part esquerra es va realçar el nivell de la planta superior.
A la dreta té adossat un cos d'edifici més petit de dues plantes i vessants a laterals, amb una garita de vigilància a la cantonada.

## Història
Antigament coneguda com a “Mas Sorivol”, comprèn la propietat i també les masies de Can Paissa, Can Moixí i la de Coma Major.
El primer document que parla dels Oliver és de l'any 1159, i és un escrit fet per Arnau de Cartellà i la seva muller Ermessendis, que estableixen a Oliver un mas que havia estat de Llobet Ferrer, situat al comtat de Girona i a la parròquia de Sant Llorenç de Mazianet, indret de Tuses, a condició que aquest, ferri amb ferro propi les bèsties personals dels atorgats, els quals reben de l'esmentat Oliver 10 sous barcelonesos.
L'any 1300 el mas conegut aleshores com a Sorivol, era capbrevat per l'Església de Martorell en representació de la Marquesa de Cartelllà. En l'any 1468 ja era conegut pel nom actual de Cal Oliver. El 1528 n'era propietari Miquel Sorivol. L'any 1577 n'era propietari Anton Oliver, senyor del Mas Sorivol i capbreu dels deu establiments. Al 1680 quan n'era propietari Anton Oliver, successor, el mas era capbrevat pels amos del Mas S'Oliva. Després d'aquesta data, no se sap res més del mas, fins al 1816 amb el propietari Josep Oliver Cambrerol, que era el pare d'Esteve Oliver Gispert, casat amb Maria Cortina Montañà. En l'any 1845, Josep Oliver heretà una finca anomenada La Caseta que era de Josep Barnussell que va ser hereu de Rafel Crossas.
En l'any 1878, n'era propietari en Josep Oliver Cortina, fill de l'anterior, que es va casar amb Justa Rabassa Esqueu vídua. Ca l'Oliver cobrava un cens a Josep Albó de la quarta part de la grana d'aresta que es collia en una peça de terra que també estava planta de ceps. Un altre cens de pensió anual d'una pesseta, capital de la qual era 33 pessetes i 33 cèntims que feia Joan Oller, propietari del Mas Oller de Martorell.
L'any 1923 va passar per herència a Mariano Oliver Rabassa que va ser alcalde de Maçanet i que es va casar amb Mercè Sureda i Gruart. Aquests no van tenir descendència i va passar per herència a Maria Neus Oliver Rabassa, que estava casada amb Sebastià Mascorda de professió sabater. En Sebastià i la Maria van tenir un sol fill que es digué Faustí Arenes Oliver. A finals dels anys vuitanta, la propietària era la seva víuda Antònia Àlvarez Vila. La finca de Ca l'Oliver, amb els quatre masos agregats tenia un total de 591 vessanes. La casa es compon de masoveria i casa dels propietaris. Antigament treballaven la terra els propis. L'últim masover, Juan Juanhuix la va deshabitar l'any 1972, Can Caseta, antigament anomenada Can Moixí va ser deshabitada l'any 1973 i el seu últim masover va ser en Jaume Messeguer. Can Paissa va ser deshabitada el 1900 i a finals dels anys vuitanta estava pràcticament en runes i els últims anys d'ésser habitada s'hi feia ball i col·legi. Can Coma Major que ha sigut des del 1681 ajuntada al patrimoni de Cal Olivera, era coneguda com "La Coma d'en Mayà". Va ser deshabitada l'any 1968 després d'un incendi i està pràcticament en runes. El seu últim masover va ser Joan Mora casat amb Francesca Oliveres.